# Русская часовня на Уэлбек-стрит
Це́рковь Успе́ния Пресвято́й Богоро́дицы — ныне закрытый православный храм при российской миссии в лондонском Вестминстере (квартал Марилебон).

## История

### Первая церковь
Первые свидетельства о существовании православного храма в Лондоне относятся к 1715 году, когда резидентом в Англии состоял Ф. П. Веселовский.
В 1712 году от Патриарха Александрийского Самуила в Англию был послан за милостыней Фиваидский митрополит Арсений, архимандрит Геннадий, два диакона, протосингел Иаков, переводчик и келейник архимандрита Варфоломей. Они прибыли в Лондон в 1713 году и получили разрешение совершать богослужения. Однако вскоре, опасаясь, что делегация имеет тайную миссию от Папы Римского, последовал запрет на богослужения. Через полтора года нахождения «за караулом» митрополит просил защиты у своего консула. В результате, православным было позволено совершать частные богослужения в домовом храме Успения Пресвятой Богородицы.
В 1715 году последовало письменное подтверждение на строительство отдельного храма. В ноябре 1716 года была нанята квартира с особой комнатой для церкви в Exchange Court близ Стренда.
Бывший ранее русским посланником в Англии князь Б. И. Куракин, приехавший в 1716 году в Лондон, побывал в церкви, где ему заявили о желании англичан воздвигнуть храм, служить в ней на трех языках (английском, русском и греческом), находясь под покровительством русского царя. Князь посоветовал митрополиту Арсению поехать в Голландию, куда должен был прибыть Пётр I, что архиерей и сделал.
Пётр I, при разговоре с митрополитом, обещал своё содействие и велел ему ехать в Россию для ожидания решения, а архимандриту Геннадию возвращаться в Англию, где он должен был служить с получением жалования из России. Впоследствии, в храме служило как греческое, так и российское духовенство.
Численность прихода была невелика. В 1738 году русский посланник князь Антиох Кантемир доносил, что «в Лондоне публичной церкви нет, но помещается она в наемном доме, православных англичан немного, да до 10 человек греков, так что доходы очень малы, купцов же русских нет».
В 1747 году протоиерей Антипа Мартемьянов, не пользовавшийся хорошей репутацией и растративший своё и церковное имущество в компании с «отщепенцами», прислал прошение за 98-ю подписями о необходимости постройки новой православной церкви в Лондоне, вне города, так как «будто бы там стекается до 3000 православных». Посланник же в Лондоне П. Г. Чернышёв писал, «что не только никогда 3000 не бывает, но и тех 98 не наберется, притом — все матросы, бедняки и всякий сброд, которые и в церкви никогда не бывают. Церкви в Англии строить позволяют не легко, католических нет ни одной, а лютеранские и других исповеданий построены давно, — а чего стоит постройка, так этого точно нельзя высчитать без плана, но только стоить будет очень дорого. Надобности же в ней нет никакой. Существующая ныне очень маленькая в захудалом грязном переулке, да и та пустая стоит; жаль только, что протоиерей Мартемьянов содержит её очень нечисто, а для того, чтобы её поместить в надлежащем месте, нужно отпускать не 200, а 600 рублей в год, — и лучше, если старую улучшить… И вообще весь проект постройки новой церкви — есть не более, как средство для получения средств тем или другим проходимцам».
Так как церковь всё более разрушалась и приходила в ветхость, в 1755 году на её ремонт из Штатс-Конторы было выделено 600 рублей.
В тот период в подвале или полуподвале церковного дома была «поварня» с угольным мешком; на первом этаже помещалась церковь; выше храма — два этажа с гостиными и спальнями. В храме находилось 22 иконы и 2 складня.
Уже в конце 1756 года для храма был снят другой дом, поближе к посольству, на более чистой улице Берлингтон Гарденс. Здесь в храм-часовню была переделана гостиная. В 1784 году Посольская церковь переехала на Грейт-Портленд-стрит.

### Храм на Уэлбек-стрит
С 1813 года храм находился на Уэлбек-стрит, 32, в пристройке, расположенной на месте конюшен, возведённой непосредственно за просторным домом.
В сентябре 1862 года возникла мысль провести капитальный ремонт в храме с целью увеличить его объём и улучшить внешний вид. Но в самом начале работ, в сентябре 1863 года, было обнаружено, что под прежними стенами, за исключением одной, не оказалось настоящего фундамента. Протоиерей храма Евгений Попов начал сбор добровольных пожертвований. Средства были внесены также со стороны Министерства иностранных дел и императрицы Марии Александровны.
14 (26) февраля 1866 года храм был освящён во имя Успения Божией Матери.
После 1917 года, в связи с эмиграцией из России, резко возросло количество прихожан в Посольской церкви настолько, что на праздники храм не мог вместить всех молящихся.
В октябре 1919 года был учреждён Лондонский Успенский приход Русской православной церкви. В том же году было зарегистрировано около 400 прихожан.
В 1921 году богослужения в бывшем Посольском храме были прекращены и перенесены в здание бывшей англиканской церкви Святого апостола Филиппа.
Здание русского храма на Уэлбек-стрит сохранилось до настоящего времени, является памятником архитектуры. В помещении расположен склад гомеопатических препаратов. Успенский приход Русской православной церкви расположен в Успенском соборе.

## Архитектура, убранство
Помещение церкви примыкало непосредственно к наёмному церковному дому. Храм не имел своего выходящего на улицу фасада, был закрыт домом, через который вёл единственный вход.
Над церковью находился византийский купол с возвышавшимся над ним крестом. Купол диаметром 7,9 метров был сделан из толстых пластов кованного железа, покрытого свинцовой крышей. В куполе находилось 12 продолговато-полукруглых окон, в промежутках между ними были изображены в кругах по золоченому фону лики 12 апостолов. По верхней кайме купола находилась надпись славянскими буквами: «призри с небесе, Боже, и виждь, и посети виноград сей, и утверди и, его же насади десница Твоя!»
Напротив престола на оконном стене был изображён Спаситель и слова: «придите ко Мне вси труждающиеся и обремении, и Аз упокою вы».
Иконы для иконостаса были написаны членом Российской академии художеств.

## Настоятели
| Настоятели храма       | Настоятели храма                                             |
| Даты                   | Настоятель                                                   |
| ---------------------- | ------------------------------------------------------------ |
| 1716 — 3 февраля 1737  | архимандрит Геннадий (…—1737)                                |
| 1737 — 23 июня 1746    | иеромонах Варфоломей (Кассано, …—1746)                       |
| 1747—1749              | протоиерей Антипа Мартинианов (Лейминов)                     |
| 1749 — 13 февраля 1765 | священник Стефан Ивановский (…—1765)                         |
| 1766—1768              | иеромонах Ефрем (Дьяковский, в схиме Иоанн, около 1727—1795) |
| 1769—1780              | священник Андрей Афанасьевич Самборский (1732—1815)          |
| 1780 — 16 апреля 1840  | протоиерей Иаков Иванович Смирнов (1759—1840)                |
| 1842 — 15 октября 1875 | священник Евгений Иванович Попов(1813—1875)                  |
| 1875 — 7 марта 1877    | священник Василий Евгеньевич Попов (1844—1877)               |
| 1877— 4 января 1923    | священник Евгений Смирнов (1845—1923)                        |